# Icaris sparganii
Icaris sparganii — род жуков из семейства брахицерид (Brachyceridae), единственный представитель рода Icaris.

## Описание
Усиковые бороздки латеральны (расположены по бокам головотрубки), направлены к переднему краю глаза. Внутренняя сторона голеней с небольшими бугорками, которые едва заметны среди приподнятых чешуек. Анальный стернит с двумя пучками щетинок у вершины.